# 로키 (프로게이머)
로키(본명: 박정영, 1998년 8월 24일 ~)는 대한민국의 배틀그라운드 프로게이머로 아이디는 Loki이다. 

## 선수 생활
2023년, 펍지 네이션스 컵 2023에 대한민국 대표로 참가하여 우승을 달성했다.
2024년 12월 31일 다나와 e스포츠와 계약 종료와 함께 은퇴를 선언했다.

## 소속팀
| # | 팀명           | 소속 기간               | 소속 리그 | 비고 |
| - | -------------- | ----------------------- | --------- | ---- |
| 1 | KSV CLES       | 2018.03.15 ~ 2021.04.02 | PKL       |      |
| 2 | DWG KIA        | 2021.04.02 ~ 2022.12.13 | PWS       |      |
| 3 | 다나와 e스포츠 | 2022.12.13 ~ 2024.12.31 | PWS       |      |

## 수상 내역
- 아프리카TV 펍지 리그 시즌 1 준우승
- 펍지 워페어 마스터스 프로 투어 준우승
- 2018 핫식스 펍지 서바이벌 시리즈 시즌 2 준우승
- 펍지 글로벌 인비테이셔널 2018 3인칭 우승
- 펍지 네이션스 컵 2019 준우승
- 2019 핫식스 펍지 코리아 리그 페이즈 2 우승
- 2019 MET 아시아 시리즈: 펍지 클래식 우승
- 펍지 글로벌 챔피언십 2019 우승
- 펍지 재팬 시리즈 윈터 인비테이셔널 2019 우승
- 아시아 퍼시픽 프레데터 리그 2020-21 아시아 우승
- 엠페러 펭귄 챔피언 시즌 4 우승
- 2023 펍지 위클리 시리즈: 코리아 페이즈 1 우승
- 배틀그라운드 스매쉬 컵 2023 쇼다운 준우승
- 펍지 글로벌 시리즈 2 대한민국 선발전 1위
- 펍지 네이션스 컵 2023 우승
- 2023 펍지 위클리 시리즈: 코리아 페이즈 2 우승
- 펍지 글로벌 챔피언십 2023 우승